# Ђенола
Ђенола (итал. Genola) је насеље у Италији у округу Кунео, региону Пијемонт.
Према процени из 2011. у насељу је живело 2186 становника. Насеље се налази на надморској висини од 342 м.

## Становништво
| 1936. | 1951. | 1961. | 1971. | 1981. | 1991. | 2001. | 2011. |
| ----- | ----- | ----- | ----- | ----- | ----- | ----- | ----- |
| 1.759 | 1.681 | 1.442 | 1.407 | 1.986 | 2.110 | 2.323 | 2.596 |

## Партнерски градови
- Marcos Juárez